# Inkwizycyjny model procesu

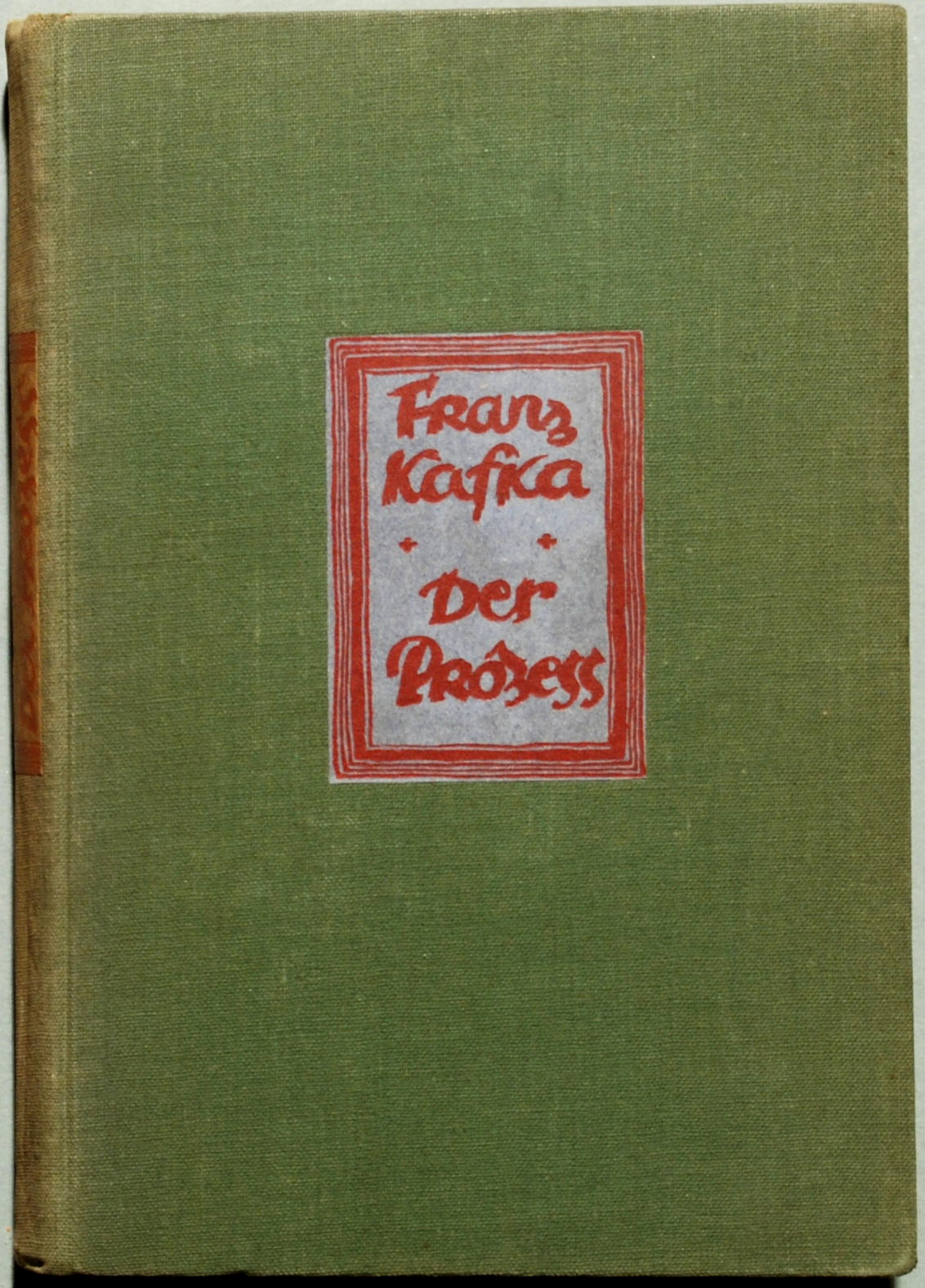
Powieść Proces Franza Kafki w przerysowany sposób opowiada o inkwizycyjnym systemie procesowym

Inkwizycyjny model procesu (system inkwizycyjny, system śledczy) – typ postępowania przed organem władzy publicznej (przede wszystkim karnego i administracyjnego), w którym główny organ procesowy (np. sędzia) pełni również funkcje śledcze, oskarżycielskie i funkcje obrony. Procesowi inkwizycyjnemu przeciwstawia się proces skargowy.

## Zasady procesu inkwizycyjnego
W tym modelu procesu karnego organ procesowy skupia w swoim ręku wszystkie zasadnicze funkcje procesowe (prowadzenia śledztwa, oskarżenia, obrony oraz rozstrzygające). Do niego należy również wszczęcie postępowania, przesłuchiwanie świadków i określanie zarzutów wobec oskarżonego. Nie występują w nim strony, lub ich rola jest znacznie ograniczona.
W trakcie postępowania organ prowadzący zbiera dokumentację, które stanowią podstawę wyrokowania. Dużą wagę przywiązuje się do przyznania się oskarżonego do winy. Postępowanie jest często tajne.

## Historia

### Powstanie modelu inkwizycyjnego
Model ten ukształtował się przede wszystkim na gruncie procesu przed trybunałami inkwizycji. Początkowo więc opierał się na prawie kanonicznym, a dopiero z czasem rozciągnięty został na prawo świeckie. Sama jednak zasada główna tego procesu jest znacznie starsza. Początki jej można odnaleźć w rzymskim procesie epoki poklasycznej.

### Czasy nowożytne
W czasach nowożytnych model inkwizycyjny został przyjęty w wielu krajach Europy kontynentalnej, przede wszystkim dla procedury karnej. W Niemczech pojawia się już częściowo w średniowiecznych landrechtach. Modelową kodyfikacją stała się jednak tzw. Constitutio  Criminalis Carolina cesarza Karola V z 1532 roku. Zawierała ona dwa tryby postępowania: inkwizycyjny (dominujący) i skargowy.
W 1635 roku Benedykt Carpzov, sędzia lipski, wydał pracę Practica nova imperialis Saxonicae rerum criminalium, które stało się popularnym i wpływowym traktatem prawniczym, do którego odwoływały się sądy krajów Rzeszy. To w oparciu o tę pracę ukształtował się powszechny proces niemiecki. Był on zorganizowany na zasadzie inkwizycyjnej i bardzo sformalizowany (szczególnie w zakresie przeprowadzania dowodów). Szeroko dopuszczano też stosowanie tortur.
Również w nowożytnej Francji model inkwizycyjny dominował w sądownictwie karnym. Kształtował się już od wieku XIV, lecz ostateczną formę przybrał w ordonansie Ludwika XIV z 1670 roku. Ordonans przewidywał dwie formy procesu: skargową i inkwizycyjną. Ta pierwsza była dopuszczalna w sprawach o przestępstwa niezagrożone karą śmierci. W praktyce jednak nie była ona stosowana i model inkwizycyjny obowiązywał we Francji aż do czasów rewolucji francuskiej.
Francuski proces inkwizycyjny był w wielu kwestiach podobny do niemieckiego. Postępowanie również było tajne. Dopuszczalne były tortury. Różnice obejmowały istnienie instytucji Prokuratora Generalnego i możliwość apelacji od każdej decyzji. Wszczęcie procesu wiązało się prawie zawsze z uwięzieniem oskarżonego. Król miał też bardzo duży wpływ na przebieg postępowania.

### Oświecenie
Wraz z epoką oświecenia narastała krytyka procesu inkwizycyjnego. W szczególności dotyczyła ona stosowania tortur i braku rzeczywistej możliwości obrony. W epoce rewolucji francuskiej władze rewolucyjne początkowo wprowadziły do procesu zasadę kontradyktoryjności, ale wraz z zaostrzaniem się terroru rewolucyjnego stopniowo powracano do modelu inkwizycyjnego.

### Proces mieszany
W 1808 roku we Francji opublikowano Code d'instruction criminelle, który był procedurą karną o charakterze mieszanym, łączącym elementy inkwizycyjne i skargowe. Kodyfikacja obowiązywała we Francji oraz niektórych krajach pod panowaniem francuskim (np. Luksemburg czy Nadrenia).
Proces mieszany miał początkowo charakter inkwizycyjny. Prowadzone przez prokuratora śledztwo jest tajne i nie ma w nim stron. Po zebraniu materiału dowodowego dalsza część procesu ma charakter skargowy. Rozprawa jest jawna, kontradyktoryjna i ustna. Rozdzielone są funkcje oskarżyciela, obrońcy i sędziego. Występują strony.
Code d'instruction criminelle został następnie przyjęty w Belgii (1831) i Monako (1873). Jako model został jednak przyjęty w wielu innych krajach Europy kontynentalnej i Ameryki Łacińskiej. Od tego czasu jest formą dominującą.
System w pełni inkwizycyjny wprowadzony był w państwach totalitarnych: ZSRR i III Rzeszy.

## System inkwizycyjny we współczesnej Polsce
W polskiej procedurze karnej obowiązuje system mieszany. Postępowanie przygotowawcze ma formę inkwizycyjną. Ułatwia to jego prowadzenie, zaś sprawcy przestępstw nie muszą być informowani o toczących się przeciw nim postępowaniach organów państwowych. Postępowanie główne i apelacyjne zorganizowane są według modelu skargowego. Postępowanie wykonawcze na powrót przyjmuje formę inkwizycyjną.